# Вальково (Костромская область)
Вальково — деревня в Степановском сельском поселении Галичского района Костромской области России. 

## История
Согласно Спискам населенных мест Российской империи в 1872 году усадьба Вальково относилась к 1 стану Галичского уезда Костромской губернии. В ней числилось 2 двора, проживало 7 мужчин и 10 женщин.
Согласно переписи населения 1897 года в деревне проживало 23 человека (11 мужчин и 12 женщин).
Согласно Списку населенных мест Костромской губернии в 1907 году деревня относилась к Быковской волости Галичского уезда Костромской губернии. По сведениям волостного правления за 1907 год в ней числилось 5 крестьянских дворов и 20 жителей. Основным занятием жителей деревни, помимо земледелия, был малярный промысел.
До муниципальной реформы 2010 года деревня также входила в состав Степановского сельского поселения.